# I Left My Heart in San Francisco (album)
I Left My Heart in San Francisco è un album in studio del cantante statunitense Tony Bennett, pubblicato nel 1962.

## Tracce
Side 1
1. I Left My Heart in San Francisco
2. Once upon a Time
3. Tender Is the Night
4. Smile
5. Love for Sale
6. Taking a Chance on Love

Side 2
1. Candy Kisses
2. Have I Told You Lately?
3. Rules of the Road
4. Marry Young
5. I'm Always Chasing Rainbows
6. The Best Is Yet to Come